# Assemblée législative du Queensland
Pour les autres articles nationaux ou selon les autres juridictions, voir Assemblée législative.
58e législature du Queensland
Parliament House
L'Assemblée législative du Queensland (en anglais : Legislative Assembly of Queensland) est la chambre monocamérale du parlement de l'État australien du Queensland qu'elle forme avec le roi d'Australie, représenté par le gouverneur dans l'État. Elle est composée de 93 députés élus pour quatre ans au vote alternatif intégral.
L'Assemblée s'est réunie pour la première fois en mai 1860 et publia le premier Hansard d'Australie en avril 1864.

## Système électoral

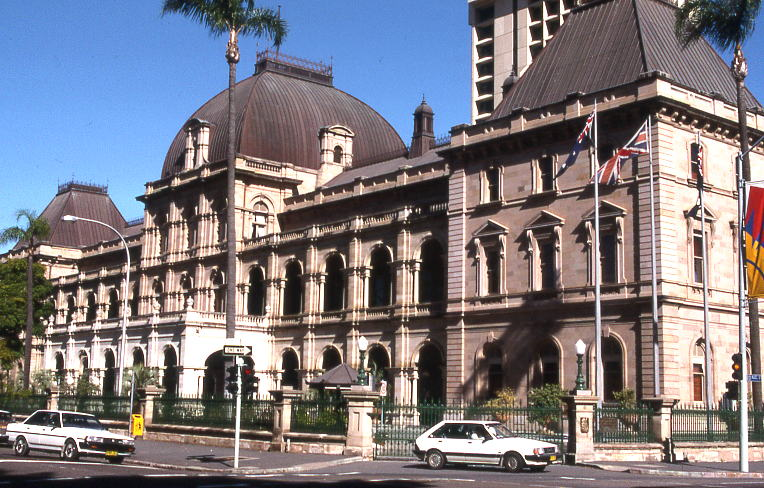
Bâtiment de l'assemblée à Brisbane.

L'Assemblée législative est l'unique chambre du parlement du Queensland doté de 93 sièges pourvus pour quatre ans au vote alternatif dans autant de circonscriptions électorales. Le vote alternatif est utilisé sous sa forme intégrale : les électeurs classent l'intégralité des candidats par ordre de préférence en écrivant un chiffre à côté de chacun de leurs noms sur le bulletin de vote, 1 étant la première préférence. Au moment du dépouillement, les premières préférences sont d'abord comptées puis, si aucun candidat n'a réuni plus de la moitié des suffrages dans la circonscription, le candidat arrivé dernier est éliminé et ses secondes préférences attribuées aux candidats restants. L'opération est renouvelée jusqu'à ce qu'un candidat atteigne la majorité absolue. 
Le passage à cette forme intégrale du vote alternatif — où tous les candidats doivent être classés — a eu lieu en 2016. Depuis 1992, le Queensland utilisait une forme optionnelle où les électeurs pouvaient ne choisir qu'un seul candidat sans ajouter d'autres préférences. La loi électorale est cependant modifiée en 2016 afin de mettre en place la version actuelle, qui rend nuls les bulletins de vote où tous les candidats n'ont pas été classés. La nouvelle loi électorale fait également passer de 89 à 93 le nombre de sièges de députés.
Depuis les élections de 2020, les sièges de députés sont pourvus pour un mandat de quatre ans, au lieu de trois auparavant. Ce changement fait suite à un référendum organisé en mars 2016 au cours duquel la proposition est approuvée par 52,96 % des votants, pour une participation de 82,18 %. La date des élections est depuis fixée au dernier samedi du mois d'octobre de la quatrième année du mandat de l'assemblée.

## Histoire

### Avant 1922
Initialement, l'Assemblée législative était la chambre basse d'un parlement typique de type Westminster. La chambre haute était le Conseil législatif dont les membres étaient nommés à vie par le gouvernement en place. La première réunion eut lieu en mai 1860 dans une ancienne caserne sur la Queen Street de Brisbane. L'assemblée se composait alors de 26 membres issus de 16 districts électoraux, dont la moitié étaient des éleveurs. Les premières sessions abordaient les thèmes de la terre, de l'agriculture, des chemins de fer, des travaux publics, de l'immigration, de l'éducation et des gisements aurifères.
En avril 1864, le premier Hansard d'Australie fut publié. Il s'agissait du second Hansard du Commonwealth, après celui de Nouvelle-Écosse en 1855. Cette même année, le nombre de membres de l'Assemblée est passé à 32, et, en 1868 le nombre de membres et la redistribution fit passer le nombre de députés à 42. Les membres n'étaient pas payés avant 1886, excluant la classe des travailleurs de la politique.
L'Assemblée était élue au scrutin uninominal majoritaire à un tour de 1860 à 1892. De 1892 à 1942, une forme particulière de vote préférentiel, appelée « vote contingent », était utilisée. Ce changement fut fait par le gouvernement conservateur afin d'empêcher le parti travailliste de gagner des sièges. En 1942, le système pluraliste a été introduit jusqu'à son remplacement en 1962 par une forme « pleinement préférentiel » du vote alternatif. Ce changement fut fait par le parti travailliste, qui a vu un déclin de ses votes dans les années 1940, pour diviser l'opposition. En 1992, le système préférentiel optionnel actuellement utilisé fut mis en place.
Après 1912, chaque district électoral élisait seulement un membre à l'Assemblée. En 1922, le Conseil législatif a été aboli, avec l'aide des membres appelés l'« escouade suicide », qui était spécialement désignés pour voter l'abolition de la chambre. Ceci fit du Queensland le seul État australien ayant un parlement unicaméral.
La plus jeune personne élue à l'Assemblée législative du Queensland fut Lawrence Springborg, ancien ministre des ressources naturelles et ancien Leader de l'opposition officielle. En 1989, il entra au Parlement à 21 ans.
Le titre des membres est celui de Membres du Parlement depuis 2000, auparavant, ils portaient le titre de Membres de l'Assemblée Législative.

### Gerrymanderingau Queensland
De 1948 jusqu'aux réformes suivant l'ère Bjelke-Petersen, le Queensland utilisait un système de zonage électoral qui était utilisé par les gouvernements en place pour maximiser le vote en faveur de leur parti aux dépens de l'opposition. Ces modifications ont été qualifiées de gerrymandering, toutefois, l’expression qualifiant au mieux ces modifications est celle de découpage abusif. Dans un gerrymander classique, les frontières électorales sont dessinées pour bénéficier de certaines poches de soutiens pour isoler les votants de l’opposition afin de maximiser le nombre de sièges obtenus par le gouvernement et réduire ceux de l'opposition.
Le « gerrymandering queenslandais » fut introduit pour la première fois par le gouvernement travailliste de Ned Hanlon quand, en 1949, une série de zones électorales furent modifiées sur la base de leur distance de Brisbane.
Initialement, le Queensland était divisé en trois zones : la zone métropolitaine (Brisbane), la zone des villes de province (et qui inclut les zones rurales les entourant), et la zone rurale propre. Tandis que le nombre d'électeurs dans chaque siège dans une zone était à peu près similaire, il y avait une variation considérable dans le nombre d'électeurs présents dans chaque zone. Ainsi, un électorat situé dans une zone éloignée pouvait avoir environ 5 000 électeurs tandis que le siège de la zone métropolitaine en comptait 25 000. En utilisant ce système, le gouvernement travailliste put maximiser ses votes, notamment dans ses principaux centres des villes provinciales.
Avec la division du parti à la fin des années 1950, les Travaillistes perdirent et un gouvernement de coalition conservateur mené par le parti Country (plus tard le parti national d'Australie), arriva au pouvoir et introduisit le vote préférentiel pour bénéficier de l’avantage à la suite de la division des Travaillistes. La réforme distingua aussi les villes de province de leurs hinterlands respectifs. Ces derniers furent inclus aux zones rurales, où de nouveaux sièges du parti Country furent créés. Par la suite, comme les divisions du parti travailliste prirent fin au début des années 1970, et que des tensions au sein de la coalition éclataient (réduisant donc l’avantage obtenu par le vote préférentiel), le parti conservateur modifia le zonage en quatre zones : ajoutant une zone isolée comprenant des sièges avec très peu d'électeurs. Ainsi le gouvernement conservateur put isoler les soutiens des Travaillistes dans les villes de province et maximiser sa base politique en milieu rural. En moyenne, le parti Country n’avait besoin que de 7 000 votes pour obtenir un siège, contre 12 800 pour que les Travaillistes en aient un.
La chute du gouvernement conservateur a aussi été causée par les changements socio-économiques et démographiques associés à la mécanisation des fermes et l’urbanisation qui entraîna un glissement de la classe travailleuse rurale et des zones isolées vers les villes.
À la fin des années 1980, le déclin politique du parti national, avec une croissance rapide dans le sud-est du Queensland fit que le système zonal ne permettait plus de garantir une victoire des conservateurs.
De plus, en 1988, le gouvernement fédéral travailliste organisa quatre référendums constitutionnels dont l'un fut fait pour l’adoption d'un système électoral juste dans l'Australie. Bien que les résultats du référendum ont été négatifs, cela permit une prise de conscience publique sur le sujet. Une organisation publique non partisane, appelée Citizens for Democracy, fit pression sur les partis travailliste et libéral pour abolir le gerrymandering et en faire un sujet majeur des élections queenslandaises de 1989.
En 1989, les Travaillistes revinrent au gouvernement en promettant de mettre en œuvre les recommandations de l'enquête Fitzgerald en matière de corruption policière, dont l’établissement d'une Commission de réforme administrative et électorale (CRAE). La CRAZ recommandait l'abolition du système zonal en faveur du principe « un vote, une valeur ». D'après cette proposition, adoptée par la suite, la plupart des districts électoraux avaient, approximativement, le même nombre d'électeurs. Ce plan est toujours appliqué aujourd'hui avec 40 sièges pour Brisbane et 49 pour le reste de l’État.